# みずへび座イータ2星
みずへび座η2星（みずへびざイータ2せい、η2 Hydri、η2 Hyi）、あるいはHD 11977は、みずへび座の方角、地球から約219光年の距離にある黄色巨星である。2005年時点で、1つの太陽系外惑星が、周囲を公転しているのが発見されている。

## 特徴
質量から推測すると、主系列段階にあった時は、A型星であったとみられるが、現在は進化して巨星となっているので、スペクトル型もG型に変化している。年齢は、およそ13億年で、直径は太陽の10倍程に膨張しているが、質量は太陽の2倍に満たない程度である。

## 惑星系
2005年、ラ・シヤ天文台における継続的な視線速度法による観測の結果、巨大ガス惑星のみずへび座η2星bが、みずへび座η2星の周りに発見された。
| 名称 （恒星に近い順） | 質量      | 軌道長半径 （天文単位） | 公転周期 (日) | 軌道離心率  | 軌道傾斜角 | 半径 |
| --------------------- | --------- | ----------------------- | ------------- | ----------- | ---------- | ---- |
| b                     | > 6.54 MJ | 1.93                    | 711 ± 8       | 0.40 ± 0.07 | —          | —    |